# Célestin Freinet
Célestin Baptistin Freinet (Gars, 15 ottobre 1896 – Saint-Paul-de-Vence, 8 ottobre 1966) è stato un pedagogista e educatore francese, fautore della pedagogia popolare.

## Biografia
Nato il 15 ottobre 1896, Freinet è il quinto di otto figli di una famiglia contadina; alterna, da fanciullo, il duro lavoro dei campi e la cura degli animali con lo studio. Questa prima esperienza si sarebbe dimostrata fondamentale nella sua vita di maestro elementare.

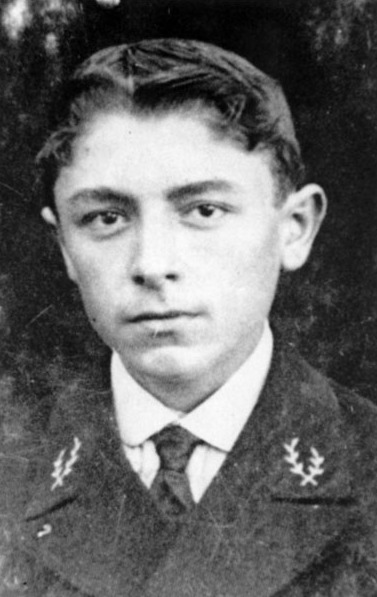
Freinet nel 1914

Nel 1915 viene arruolato nell'esercito francese e nel 1916 rimane ferito gravemente ad un polmone, esperienza che gli diede modo di leggere durante la convalescenza Marx, Engels e Lenin facendolo avvicinare al marxismo.
Dopo anni di convalescenza, nel 1920 inizia a insegnare in una piccola scuola nel villaggio di Bar-sur-Loup. I suoi ricordi del periodo scolastico erano pessimi e influenzarono il suo metodo di insegnamento e il suo desiderio di riformare la scuola. Nel 1923 riprende gli studi e si laurea in lettere, ma rifiuta una cattedra in una scuola superiore. Nel 1924 avvia le prime esperienze di corrispondenza scolastica e di stampa a scuola dei testi dei ragazzi; gradualmente comincia a formarsi un gruppo di insegnanti che fanno riferimento alle sue idee. Nel 1926 conosce Elise, che diventa sua moglie nel 1930.
Nel 1927 a Tours, si tiene il primo congresso L'imprimerie à l'école e poco dopo, nel 1928, nasce la C.E.L., Cooperativa per l'Insegnamento Laico.
Nel 1928 si trasferisce a Saint-Paul-de-Vence, dove il suo operato lo pone in contrasto con l'establishment del paese, contrario alla sua visione di scuola laica.
Nel 1935, apre a Vence, con l'aiuto della moglie Elise ed il supporto delle organizzazioni operaie locali, l'École Freinet strutturata senza classi, con molti laboratori e soprattutto molto spazio all'aperto: una scuola privata gestita in maniera cooperativa, dove applica le idee ed i metodi di lavoro messi a punto fino ad allora.
Allo scoppio della seconda guerra mondiale Freinet viene internato nel campo di Saint-Maximin-la-Sainte-Baume e la sua scuola viene chiusa. Nell'ottobre del 1941 viene liberato; a quel punto si dà alla macchia e partecipa alla resistenza, arrivando a dirigere il maquis della Vallouise.
Finita la guerra, ritorna all'attività di educatore, che continua con impegno ed entusiasmo fino alla morte, che avviene l'8 ottobre 1966.
Nei primi anni cinquanta, intorno a lui si è formato un gruppo di insegnanti che, condividendo le sue idee ed i suoi metodi, collaboravano nelle attività della corrispondenza interscolastica e nello scambio di giornalini. Questo movimento presto supera i confini della Francia per diventare internazionale (nel 1957 nasce la FIMEM, Féderation Internationale des Mouvements de l'École Moderne), arrivando ad influenzare in maniera importante l'evoluzione del pensiero e della pratica didattica in Italia ed in Europa nella seconda metà del Novecento. In Italia i seguaci della pedagogia Freinet, tra cui spicca Mario Lodi, hanno dato origine al Movimento di Cooperazione Educativa.

## Il metodo naturale
L'insieme della sua proposta didattica va sotto il nome di metodo naturale.
È la proposta di fare riferimento alla vita reale nell'impostare l'attività didattica, sia per quanto riguarda gli strumenti, che per quanto riguarda i metodi di lavoro. Freinet cercava di riprodurre i meccanismi con i quali i bambini imparano, ad esempio, ad andare in bicicletta (altro strumento che negli anni trenta e quaranta conservava ancora un aspetto di "tecnologia avanzata", insieme ad un fascino indiscutibile sui ragazzi), procedendo sostanzialmente per tentativi ed errori.
La struttura cooperativa, necessaria per gestire l'École Freinet, viene utilizzata per rendere i ragazzi compartecipi dei problemi, anche finanziari, legati alla gestione della loro attività, permettendo loro di costruirsi un sistema di valori che comprendeva il rispetto del bene comune e la costruzione del senso di gruppo.
Secondo Célestin Freinet con l'apprendimento della lingua secondo il metodo naturale il bambino impara a scrivere e a leggere procedendo per tentativi sperimentali allo stesso modo di quanto avviene per l'apprendimento di tutte le altre abilità come per esempio parlare o camminare. Ripetendo i comportamenti che portano a risultati soddisfacenti il bambino li rinforza e li apprende sempre meglio, affina la propria tecnica, parte da un gesto casuale e giunge a un altro intenzionale, mosso da un istinto naturale al progresso, al perfezionamento e dalla tendenza ad allinearsi agli altri. Freinet individua diversi momenti attraverso i quali il bambino arriva ad acquisire le capacità di scrittura e di lettura: verso i due anni egli realizza i primi grafismi mettendo in atto movimenti casuali con la matita. Da questo grafismo automatico verso i quattro anni appaiono i primi disegni: i segni creano delle forme che ricordano gli oggetti: case, alberi, ecc… e continua a produrli realizzandoli sempre meglio. Il bambino non ha ancora un intento comunicativo premeditato, spiega il suo disegno a posteriori sulla base delle figure che sono venute fuori. Solo quando acquisisce padronanza dello strumento esso diventa vera espressione, linguaggio. Tra i cinque e i sei anni il bambino inizia a conoscere una nuova tecnica espressiva, la scrittura. È mosso all'inizio dall'esigenza di imitare gli adulti e di uniformarsi agli altri. Compaiono inizialmente accanto al disegno per esempio delle linee ondulate o simili a vortici, secondariamente compariranno i primi segni differenziati che fungeranno da appoggio alle acquisizioni successive, saranno per esempio le lettere più semplici come la “T” e la “O”. Il bambino a questo punto copia le parole scritte per migliorare questa nuova tecnica e ormai la separa dal disegno. Nel passaggio successivo si rende conto che ogni lettera corrisponde a un suono, inizialmente i suoni saranno accostati in modo casuale poi in modo sempre più corretto di parola in parola. Adesso il bambino sa scrivere. Una volta acquisita una certa padronanza tecnica può focalizzarsi sul rapporto esistente tra scrittura e significato, vedere le forme che ritornano e le regole che governano la scrittura. Nella concezione di Freinet, per imparare a leggere e a scrivere il bambino non ha bisogno di lezioni frontali ma di un ambiente che lo aiuti a fare esperienza, a fare tentativi. Esso quindi deve essere ricco e stimolante, il bambino non deve essere costretto a sforzi eccessivi e non motivati ma stimolato attraverso esperienze che si inseriscano in un processo naturale. Per motivare l'apprendimento della scrittura Freinet propone molteplici strategie come il testo libero scritto, il giornalino scolastico, la corrispondenza con bambini di altre scuole, la tipografia scolastica. Il bambino attraverso questi metodi arriva a riconoscere sempre più parole fino a scoprire di saper leggere. Quando ha imparato con il metodo naturale e non attraverso le modalità tradizionali, egli è capace di arrivare al reale significato della lettura senza passare attraverso la comprensione di segni inizialmente senza senso. Nella lettura riconoscerà il pensiero, non farà esercizio di pronuncia di segni ma leggerà un significato. Gli esercizi scolastici tradizionali di lettura invece per Freinet abituano il bambino a leggere senza capire. La scuola per lui non deve esse un ambiente artificiale e fine a sé stesso bensì un contesto vivente, naturale, la continuazione dell'ambiente di vita, la vita stessa.

## Gli aspetti pedagogici del metodo naturale
Dal punto di vista pedagogico il metodo naturale è rivoluzionario perché si basa su principi nuovi che sono in contrapposizione con quelli della scuola tradizionale. Innanzitutto si rileva una sfumatura di significato tra legge e regola. 
Nella Scuola Freinet Vence l'apprendimento fa riferimento alle cosiddette leggi della vita. Nulla viene imposto e imparato meccanicamente. Si rende necessario, perciò, il coinvolgimento alla vita. L'esperienza non può essere eliminata. In particolar modo sapere senza verificare in prima persona le leggi scientifiche della meccanica, della fisica e/o della chimica non farà di noi degli esperti.  
Le regole applicate dallo scolasticismo sono, invece, alla base dell'apprendimento e di conseguenza devono essere rispettate senza eccezioni. Purtroppo si dimentica il fatto che le leggi scientifiche siano frutto di una precedente ricerca empirica.
A questo punto, questo discorso viene trasportato nell'apprendimento della lingua del bambino. Freinet mette in luce un grave problema della scuola tradizionale: si impiega un metodo artificiale. Apparentemente logico e scientifico, questo metodo è, però, distaccato dal comportamento degli individui e ai bisogni sociali. In altre parole l'insegnamento della lettura, della scrittura, del calcolo, della musica e del disegno non contempla le leggi della vita. Al contrario, il metodo di Freinet è dominato dal tentativo sperimentale: tutto avviene secondo il procedimento naturale del bambino che imparerà in modo spontaneo. Il bambino acquisirà il linguaggio quando questa abilità umana sarà permessagli dal suo organismo. Tuttavia non basta il movimento della lingua, delle labbra, l'azione dei denti e l'inspirazione e l'espirazione finché non interverranno le due leggi:
1) la legge di risonanza, che risponde ad un bisogno psicologico e funzionale. Prendendo in considerazione i gesti e i modi di comunicare di chi lo circonda, il bambino regolerà i suoi. 
2) la legge dell'abitudine, che si basa sulla ripetizione sistematica. I tentativi di imitazione dei vari suoni ascoltati, anche se imperfetti, può accelerare l'apprendimento del linguaggio. 
È necessario anche un ambiente che stimoli il bambino. Purtroppo la scuola tradizionale disapprova il tentativo. Con il tentativo si commettono gli errori che, se non corretti immediatamente, vengono interiorizzati. Come tesi non ha ragione di essere sostenuta poiché solo partendo dai difetti fisiologici e dai problemi dell’esecuzione si arriva alla conoscenza. Ciò conferma la complessità degli atteggiamenti umani e del pensiero: soltanto parlando il bambino impara a parlare.
La gradualità è presente in ogni apprendimento. Le competenze dei bambini migliorano secondo principi differenti ma sempre inerenti al proprio slancio vitale. Solamente così avremo una pedagogia viva, dinamica e motivata. Leggere e scrivere sono due tappe che non possono svilupparsi se prima non c’è stata la tappa del disegno. Questo tentativo di tenere in mano uno strumento che lascia un segno sarà la base per la scrittura. Per produrre la parola saranno necessari molti tentativi. Sarà un lavoro lungo e faticoso. I primi successi alimenteranno la voglia del bambino di continuare. Questo fenomeno è chiamato bisogno di potenza. In questa prima fase imparare le regole della grammatica è inutile, anzi potrebbe spegnere la sua creatività e la sua espressione. In ogni caso le si usano ben prima di conoscerle.
La lettura si acquista con il metodo globale. I pedagogisti di Ginevra hanno confermato le scoperte di Ovide Decroly: i bambini vedono tutto il contesto prima di distinguere i singoli elementi. Questo metodo permette inoltre di non imparare pedissequamente i segni grafici. Pertanto sarà in grado di comprendere ciò che sta leggendo. La conquista della lettura può non seguire un procedimento strettamente globale e avvenire in tre fasi:
1) la fase globale. Riguarda la familiarizzazione con la forma grafica delle parole che sono note al bambino e delle proposizioni che vuole usare;
2) la fase di ricostruzione attiva. Partendo dai segni fonetici delle parole e delle espressioni create precedentemente dal bambino si ricostruisce il tutto, dall’elemento alla sintesi della parola, secondo una tecnica personale, che poi perfeziona; 
3) la fase di ritorno all’identificazione globale. Quando il bambino legge non cerca di decifrare la parola leggendo successivamente i suoi elementi, cioè le sillabe ma svolge un’identificazione e un riconoscimento delle parole del testo.
Questo procedimento intelligente eviterà alcuni inconvenienti della dislessia. Occorre dare sempre un significato affettivo ed umano ai testi letti e scritti. Il testo vivo e libero si compone e si stamperà. La struttura tecnica sarà ricostruita lettera per lettera e parola per parola. Con la stampa gli errori commessi saranno corretti. Possiamo concludere, dunque, che il metodo naturale è analitico, sincretico e globale.

## La cooperazione
In questo contesto l'attività di apprendimento può diventare un modo di contribuire alla crescita sia personale che del gruppo, e la correzione diventa un'attività di supporto reciproco tra alunni e tra questi ed il docente. La cooperazione, sia quella tra pari che quella con il docente, è “intessuta” come strumento educativo fondamentale nella sua proposta fin dalla base.
Altro aspetto importante è l'idea di dare una dignità di "prodotto culturale autonomo" al lavoro degli alunni. Per raggiungere questo obiettivo proponeva l'utilizzo di tutte le più moderne tecnologie (all'epoca la stampa tipografica era una tecnologia estremamente avanzata per una scuola elementare). Egli cercava di soddisfare il desiderio di essere all'avanguardia, naturale in ogni ragazzo, ma anche di poter ottenere i risultati migliori sul piano formale: una pagina scritta da una stampante sarà sempre più "dignitosa" dello stesso testo scritto a mano.
Per riassumere: a differenza dei numerosi altri pedagogisti dell'attivismo comparsi tra la fine dell'Ottocento e la prima metà del Novecento, Freinet dà un inquadramento complessivo sia sul piano didattico, che su quello valoriale, alla proposta di introdurre l'attività pratica nell'educazione scolastica.
Tra le sue proposte metodologiche ricordiamo:
- l'utilizzo della stampa in classe per produrre prima testi, poi giornalini di classe, a supporto dell'apprendimento della scrittura;
- l'utilizzo della corrispondenza interscolastica per dare un'applicazione pratica all'attività dei ragazzi;
- l'introduzione delle cooperative produttive per fornire un supporto concreto all'attività conoscitiva dei ragazzi, nei settori matematici e scientifici.

## L'uso della tipografia nella scuola primaria
A Freinet va attribuito il merito di aver inserito la tecnica della tipografia all'interno del mondo della scuola, cioè un procedimento che implica significativi valori pedagogici. Non si tratta semplicemente di alzare e abbassare una pressa e produrre carta. La tipografia a scuola ha un valore didattico e pedagogico eccezionale, poiché si è dimostrata efficiente in qualsiasi condizione di tempo e di luogo ed è uno strumento di diffusione e socializzazione del pensiero. La Stampa è una realtà stimolante per il fanciullo e con cui egli ha già familiarità al di fuori del mondo scolastico; il che contribuisce a far considerare al bambino il pensiero stampato come un fatto normale e naturale. Tramite la tipografia, invece, il fanciullo compone il pensiero, pezzo per pezzo coi caratteri di piombo e sperimenta con la testa e con le mani come nasce la pagina stampata. Egli è creatore e ne può valutare limiti e fallibilità. Tale atteggiamento si trasferisce dal proprio prodotto a quello degli altri e ciò crea, quindi, un valore che agisce anche nella stampa adulta. Nulla è accettato solo perché è stampato, come si crede appena arrivati in classe, ma ad ogni pagina si guarda con occhio critico. Questo è uno dei maggiori profitti che provengono dalla tecnica della tipografia scolastica. Altra caratteristica della tipografia consiste nel fatto che tramite essa si esercitano contemporaneamente tutte le facoltà infantili: muscoli, sensi, intelligenza, senso estetico. In pratica, l'efficienza non è data dallo strumento in sé, ma da tutta un'impostazione pedagogico-didattica perché il fanciullo è interessato al contenuto di ciò che stampa. Oltre a questo carattere la tipografia ha anche una natura sociale. Non solo per la destinazione dei suoi prodotti ma anche per il modo con cui questi si realizzano, considerando che richiede la formazione di gruppi di collaborazione. All'interno del mondo della scuola la tipografia può collocarsi altresì alla base dell’apprendimento strumentale della lingua e può essere introdotta fin dal primo anno e dai primi giorni. Per il fanciullo sarà importantissimo andare a cercare i carattere di piombo e metterli insieme per comporre la parola e poi controllare il risultato stimolato dal processo di analisi.  ragazzi sceglieranno una frase, come “Il babbo ha mangiato una mela”. A questo punto il maestro detta la frase parola per parola, poi scrive ciascun vocabolo alla lavagna. Terminata la dettatura il maestro scrive la frase corretta dividendola in tre parti:
Il babbo
Ha mangiato
Una mela
La divisione, come detto precedentemente, è uno stimolo all'analisi. Inoltre ha un fine pratico, perché permetterà a tre ragazzi di comporre una riga ciascuno. Scritti i foglietti questi vengono dati ai 3 bambini che vanno alla cassa di composizione per scegliere i caratteri e comporre le righe. La classe viene divisa in gruppi fissi di lavoro, determinati da principio dall'insegnante. In questo caso andrà a stampare il gruppo che oggi è di turno secondo la successione stabilità. Alcuni insegnanti fanno stampare il testo dall'autore medesimo ma questo criterio è da respingere poiché darebbe luogo a preferenze, contrasti o frustrazioni.Stabiliti i turni, i bambini dovranno cercare le letterine di piombo e metterle nel compositoio. Poi verrà versato l’inchiostro tipografico sulla piastra e si distenderà con il rullo. Una volta stampato il foglio viene confrontato con i foglietti scritti dal maestro e si correggeranno gli sbagli. Corretta la prima bozza se ne stampa un'altra. Ora il gruppo che ha stampato deve scomporre le righe, cioè fare il processo inverso. Si tolgono i caratteri uno ad uno e si rimettono nelle caselle. Gli strumenti da usare, nel contesto di un progetto scolastico che preveda l’uso della tecnica tipografica, sono una pressa, una o più casse di composizione dove si trovano ordinati i caratteri di piombo, un certo numero di compositori in ottone, in cui vengono sistemati i caratteri, una piastra per stendere l'inchiostro e un rullo di gelatina.

## Opere
- (Elise) Nascita di una pedagogia popolare, (1949), tr. it., Roma, Editori Riuniti, 1973.
- I detti di Matteo (Una moderna pedagogia del buon senso), (1959), tr. it., Firenze, la Nuova Italia, 1962.
- La scuola moderna, (1946), tr. it., Torino, Loescher, 1963.
- Le mie tecniche, (1967), Firenze, La Nuova Italia, 1969.
- Il metodo naturale. L'apprendimento della lingua, (1968), tr. it., Firenze, La Nuova Italia, 1971.
- Saggio di psicologia sensibile (applicata all'educazione), (1950-1968), tr. it., Firenze, Le Monnier, 1972.
- La scuola del popolo, (1969), tr. it., Roma, Editori Riuniti, 1973.
- L'apprendimento della lingua secondo il metodo naturale, (1970), Firenze, La Nuova Italia, 1974.
- L'educazione del lavoro, (1967), Roma Editori Riuniti, 1977.
- La scuola del fare. Principi (vol. I), e La scuola del fare. Metodi e tecniche (vol. II), tr. it., Milano, Emme Ed., 1977-78.
- L'apprendimento della scrittura, (1971), tr. it., Roma, Editori Riuniti, 1978.
- L'apprendimento del disegno, (1969), tr. it., Roma, Editori Riuniti, 1980.